# سرخنغي (شميل)
سرخنغي (بالفارسية: سرخنگی) هي قرية تقع في إيران في قسم شمیل الريفي. يقدر عدد سكانها بـ 1,190 نسمة .